# Terrorismo sonoro
Terrorismo sonoro es un extended play, publicado en 1983, de la banda punk de Barcelona (Cataluña, España) Kangrena. Fue la única publicación en vinilo de este grupo y en su día obtuvo un considerable éxito underground. Contiene cinco canciones: dos en la «cara blanca» («Yo no quiero» y «Rock Mamones Espezial») y tres en la «cara negra» («Agonía», «No sé qué me pasa» y una versión del popular villancico catalán «Fum, fum, fum«). Los nombres de cada cara se corresponden con los colores del etiquetado ("galleta") del vinilo.
En 1999 fue reeditado por Tralla Records, lo que hizo que el recuerdo del grupo se mantuviera vivo para las nuevas generaciones de seguidores del punk en España.

## Historia y descripción del álbum
El disco fue publicado hacia julio-agosto de 1983 por el sello Anarchi Rekords (ARK 002) y con distribución de Flor y Nata. La grabación tuvo lugar, según se indica en las notas de la posterior casete Estoc de pus, en marzo de 1983 (dos canciones de las mismas sesiones que se publicaron después en dicha cinta fueron «Última dosis» y «Biopsia»).
La portada, inequívocamente punk, presenta en un collage la figura de un monstruo que sostiene un micrófono; los nombres del disco y el grupo están escritos con las letras kidnap (recortes de distintos tipos de imprenta, que se supone son empleadas por secuestradores y otros delincuentes en sus cartas anónimas) habitualmente empleadas en el punk. En la contraportada hay fotos en blanco y negro de los cuatro miembros por separado en primer plano. En una foto conjunta en el encarte interior, los miembros escupen al unísono en dirección al objetivo de la cámara, rodeados por un collage de expresiones y frases recortadas de diarios. El encarte contiene además las letras, créditos y algunos otros collages.
De las cinco canciones incluidas, llamó la atención especialmente la segunda, «Rock Mamones Espezial» (cuyo título en ocasiones se ha mezclado con el de la primera canción, «Yo no quiero»), dirigida contra la revista musical Rock Espezial, una de las más influyentes a nivel nacional en los primeros años 1980. La versión punk del villancico catalán «Fum fum fum» es una de las primeras canciones punk en idioma catalán que se conocen (después de «Ciutat podrida» de La Banda Trapera del Río y otras pocas).
Sobre las peculiaridades sonoras del disco, observó el fanzine Banana Split:

«Suena de asco, la batería se pierde, la voz es superguarra; en definitiva, el disco más guarrindongo de la historia de la música española. Sus efectos son similares a los del Evacuol. Puede que incluso esa fuese su pretensión».

A finales de año, el grupo declaraba su sorpresa ante el éxito (a escala independiente y underground) del EP, cuyas 2.000 copias se agotaron y que llegó a venderse fuera de las fronteras nacionales.
En 1999, el sello barcelonés Tralla Records reeditó el EP (referencia TREP 084) respetando todas las peculiaridades del original: la portada, la inclusión del encarte, las galletas blanca y negra e incluso el color rojo del vinilo.
En homenaje al nombre de este disco se puso como nombre Terrorismo Sonoro un grupo punk de Bellvitge (Hospitalet de Llobregat, Barcelona) fundado en 1996 y disuelto en 2006.

## Listado de temas

### Cara Blanca
1. «Yo no quiero»
(J. Masabeu y R. Valenzuela)
2. «Rock Mamones Espezial»
(J. Masabeu y R. Valenzuela)

### Cara Negra
1. «Agonía»
(J. Masabeu y R. Valenzuela)
2. «No sé qué me pasa»
(J. Masabeu y R. Valenzuela)
3. «Fum, fum, fum»
(popular)

## Personal
- Quoque - voz
- Kike - guitarra
- Jhonny Sex (sic) - bajo
- Loco Speed - batería

## Personal adicional
- Fotos: Rufus
- Montaje: Huerta Chicco
- Coros: Margui y Juanito (Último Resorte)